# BMW・X5
X5（エックスファイブ）は、ドイツの自動車メーカー・BMWが製造・販売しているSUVである。
アメリカ合衆国サウスカロライナ州スパータンバーグのBMWサウスカロライナ工場で製造されている。アメリカではガソリンエンジンモデルのみが販売されているが、ヨーロッパや日本ではディーゼルエンジンモデルも販売されている。なお、欧州ではマニュアルトランスミッション仕様も存在する。
BMW初のSUVであり、BMW自身は、自社が商標登録した「SAV（Sports Activity Vehicle, スポーツ・アクティビティ・ビークル）」との造語を用いることで「BMWが発案した、まったく新しいカテゴリーの自動車である」と主張している。

## 初代（2000年 - 2007年）E53

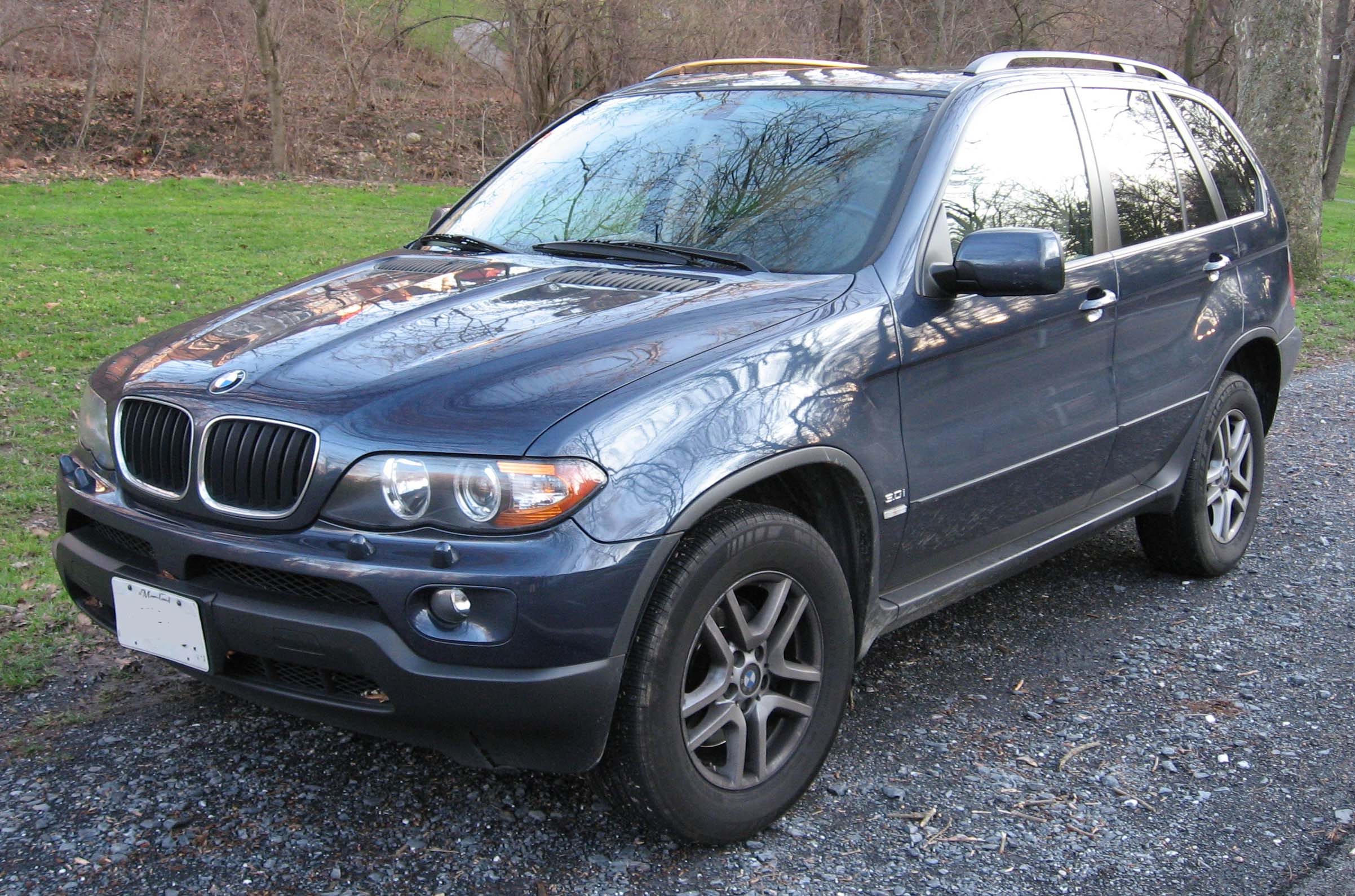
初代X5 3.0i

2000年に発表。BMW・5シリーズ（E39型）をベースにしており、多くの構成部品を同車から流用しているが駆動系は当時傘下にしていたランドローバー・レンジローバーから流用された。
- 2000年10月、日本で「4.4i」の販売が始まった。
- 2001年1月、3.0 L 直列6気筒エンジン搭載の「3.0i」を追加。10月、スポーティモデルの「4.6is」を追加。
- 2003年10月、「4.4i」のV型8気筒エンジンの出力をアップし、6速ATを採用。
- 2004年5月、「4.6is」を廃止し、新たにトップグレードとして「4.8is」を追加。

### 特徴・機構
日本での価格は667 - 1200万円。「3.0i」には右ハンドルのみ、「4.6is/4.8is」には左ハンドルのみが設定され、「4.4i」は左右ハンドルの選択が可能であった。全モデルにオプションとして専用のスポーツサスペンション（エアサス）、アルミホイールを装備する「スポーツ・パッケージ」が用意されていた。
米国道路安全保険協会（IIHS）が実施した2006年度調査では、後方からの追突時の安全性が「POOR」（危険）という評価であった。

### グレード一覧

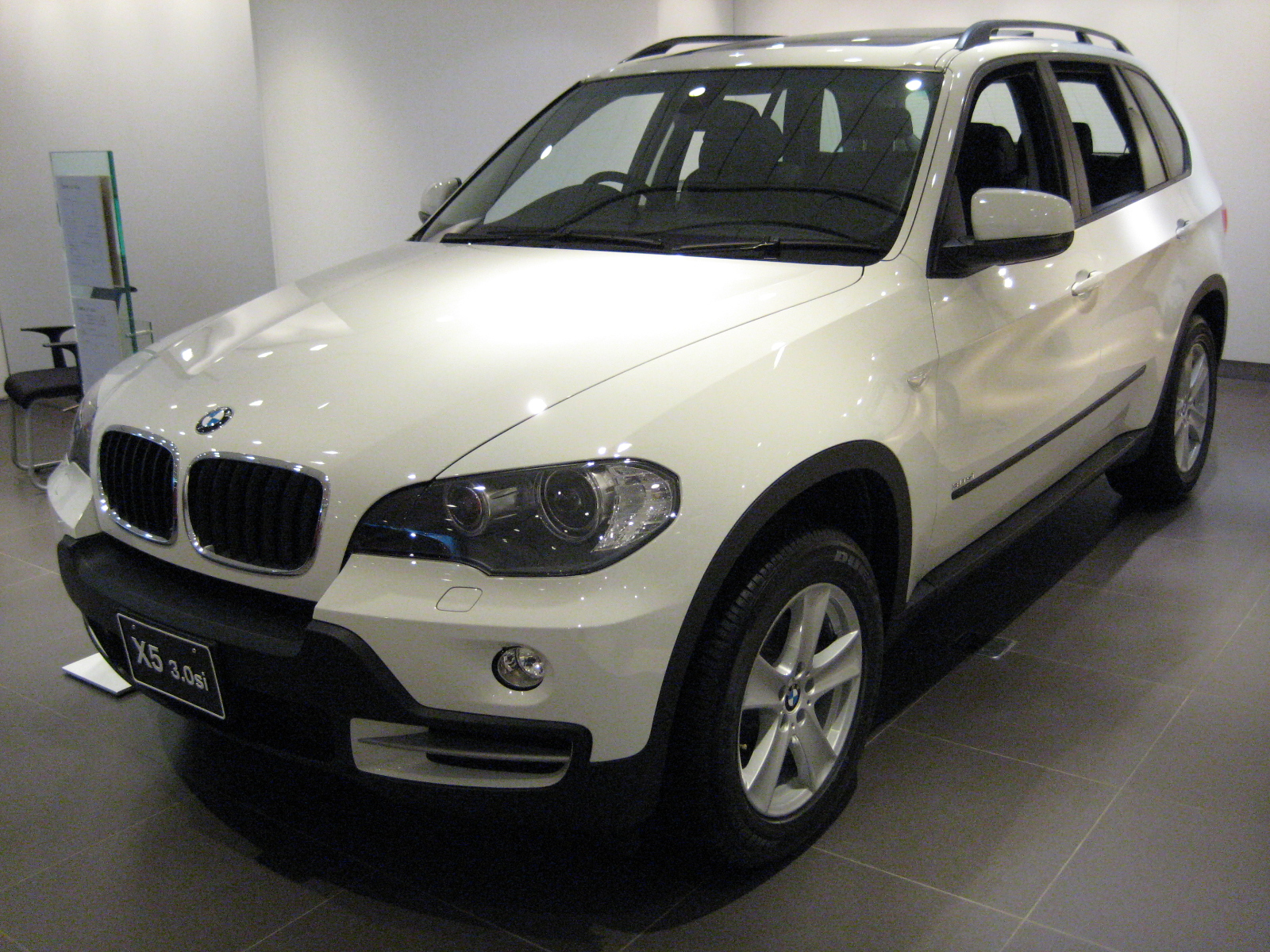
3.0si（日本仕様）
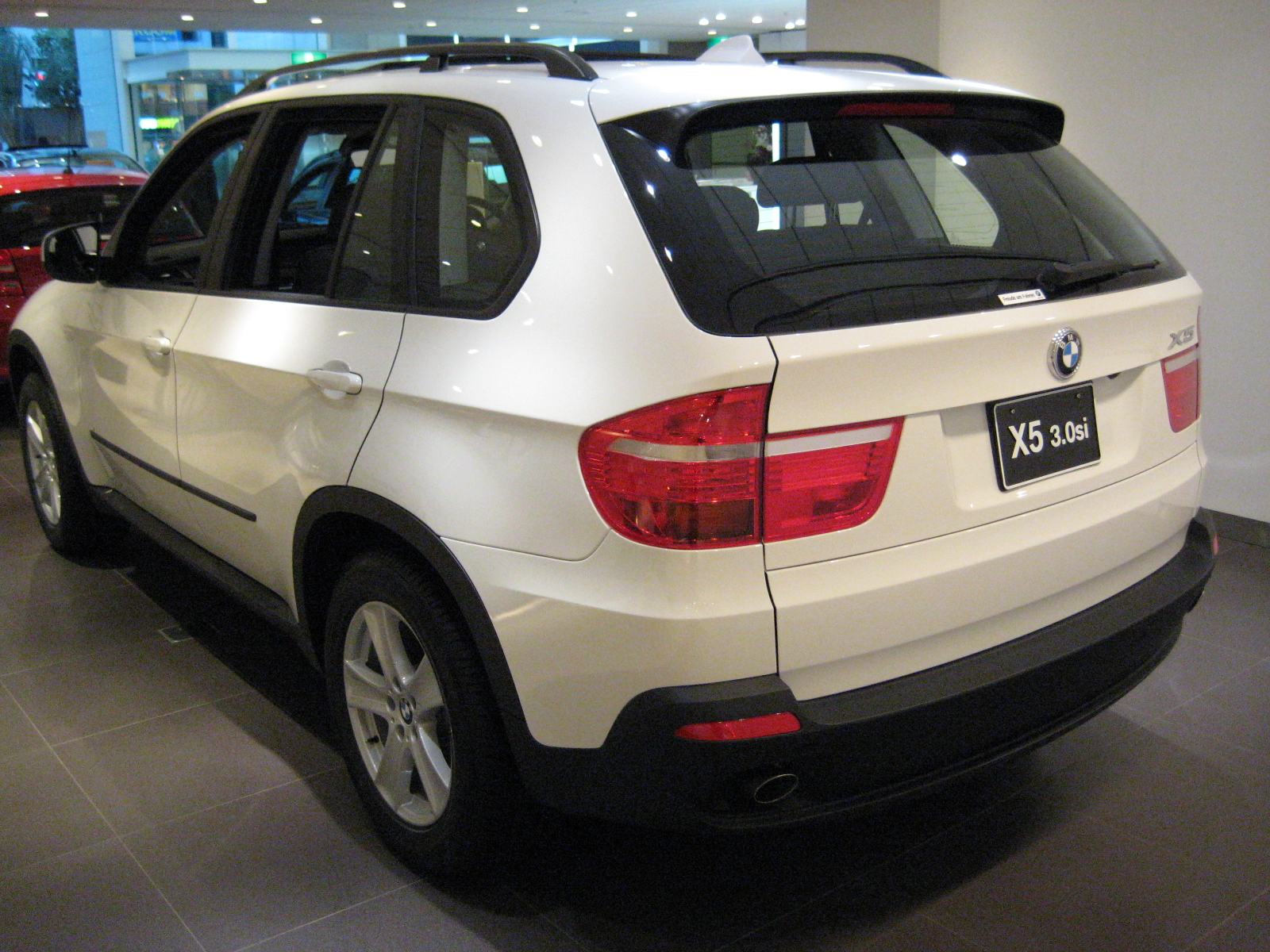
3.0si（日本仕様）

| グレード | 製造年          | 排気量 (L) | エンジン      | 最高出力/最大トルク (ps / kgf·m) | 変速機 | 駆動方式 |
| -------- | --------------- | ---------- | ------------- | -------------------------------- | ------ | -------- |
| 4.6is    | 2000年 - 2004年 | 4.6 L      | V型8気筒DOHC  | 347 / 49.0                       | 5速AT  | 4WD      |
| 4.4i     | 2000年 - 2003年 | 4.4        | V型8気筒DOHC  | 286 / 44.9                       | 5速AT  | 4WD      |
| 4.8is    | 2004年 - 2007年 | 4.8        | V型8気筒DOHC  | 360 / 51.0                       | 6速AT  | 4WD      |
| 4.4i     | 2003年 - 2007年 | 4.4        | V型8気筒DOHC  | 333 / 45.9                       | 6速AT  | 4WD      |
| 3.0i     | 2000年 - 2007年 | 3.0        | 直列6気筒DOHC | 231 / 30.6                       | 5速AT  | 4WD      |

## 2代目（2007年 - 2013年）E70

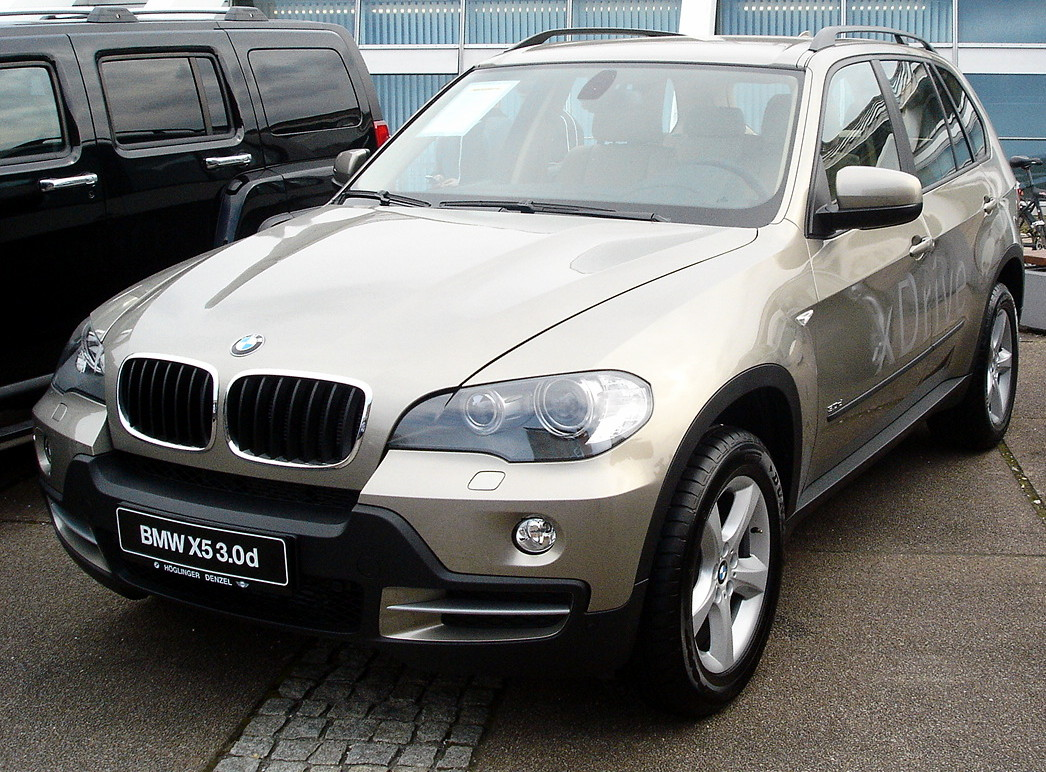
2代目X5（米国仕様）

2006年のロサンゼルスモーターショーで発表。欧米では2007年春から発売が開始され、日本でも同年6月より「3.0si」と「4.8i」の発売が開始された。
初代X5との比較では、幅が60 mm, 全長が165 mm, ホイールベースが110 mm拡大しており、高さは1,715 mmで不変である。BMW車で初めて3列目シートが設定された。製造は、引き続き米国・サウスカロライナ州のスパータンバーグ工場で行われている。xDrive50iおよびX5 Mに搭載された4.4LツインターボエンジンであるN63B44AおよびS63B44エンジンには様々な問題があり、深刻なエンジントラブルが多発した（詳細はBMW・N63エンジンを参照）。

### X5 Security Plus（セキュリティ プラス）
2009年4月14日、世界中のVIP向けに「X5 セキュリティ プラス」を追加。2008年8月に発表した「X5 セキュリティ」の進化バージョンで、ボディパネルやガラス類がさらに強化されており、ドイツの防弾性能規格「クラス6」という高い装甲性を誇る。その他にも専用装備が満載される。生産は他のX5と同様スパータンバーグ工場で、セキュリティシステムの架装はメキシコのトゥルーサ工場で行われる。

### 日本での販売
- 2007年6月19日、モデルチェンジで第2世代となる。日本市場では「3.0si」「4.8i」の2グレード構成[1]。
- 2008年11月20日、グレード名がそれぞれ「xDrive 30i」「xDrive48i」に変更されるとともに、コンフォートアクセスが標準装備された[2]。
- 2009年7月7日、4.4 L V型8気筒ツインターボエンジンを搭載した「X5 M」が導入された[3]。
- 2010年5月、マイナーチェンジモデルが発表された。パワートレーンが一新され、3.0 L 直列6気筒ターボと4.4 L V型8気筒ツインターボが搭載されたほか、トランスミッションは8速ATが搭載された。ナビゲーションシステムが新型になったほか、地デジ対応テレビチューナーが搭載された。グレード名が「xDrive35i」「xDrive50i」に変更された[4]。
- 2012年1月18日、BMWの日本市場初（同時に、BMWの右ハンドル車初）となるディーゼル車(アルピナブランドを除く)「xDrive35d ブルーパフォーマンス」を導入。同モデルは尿素SCRシステムやDPF（粒子状物質減少装置）などの採用により、低排出ガスレベルを達成すると同時に、日本のポスト新長期規制とヨーロッパのユーロ6を達成する環境性能を実現している。
- 2012年6月、「X5 M」がマイナーチェンジ。外装のデザインが変更された[5]。

#### グレード一覧
| E70（2007年 - 2010年） / E70 LCI（2010年 - 2013年） | E70（2007年 - 2010年） / E70 LCI（2010年 - 2013年） | E70（2007年 - 2010年） / E70 LCI（2010年 - 2013年） | E70（2007年 - 2010年） / E70 LCI（2010年 - 2013年） | E70（2007年 - 2010年） / E70 LCI（2010年 - 2013年） | E70（2007年 - 2010年） / E70 LCI（2010年 - 2013年） | E70（2007年 - 2010年） / E70 LCI（2010年 - 2013年） | E70（2007年 - 2010年） / E70 LCI（2010年 - 2013年） |
| グレード                                            | 型式                                                | 排気量（cc）                                        | エンジン                                            | 最高出力（ps/rpm）                                  | 最大トルク（kgm/rpm）                               | 変速機                                              | 駆動方式                                            |
| --------------------------------------------------- | --------------------------------------------------- | --------------------------------------------------- | --------------------------------------------------- | --------------------------------------------------- | --------------------------------------------------- | --------------------------------------------------- | --------------------------------------------------- |
| 3.0si（ - 2008年） xDrive30i（2008年 - 2010年）     | N52B30A                                             | 2,996                                               | 直列6気筒DOHC                                       | 272/6,700                                           | 32.1/2,750                                          | 6速AT                                               | 四輪駆動                                            |
| xDrive35i（2010年 - 2013年）                        | N55B30A                                             | 2,979                                               | 直列6気筒DOHCターボ                                 | 306/5,800                                           | 40.8/1,200-5,000                                    | 8速AT                                               | 四輪駆動                                            |
| xDrive35d（2012年 - 2013年）                        | N57D30A                                             | 2,992                                               | 直列6気筒DOHCディーゼルターボ                       | 245/4,000                                           | 55.1/1,750-3,000                                    | 8速AT                                               | 四輪駆動                                            |
| 4.8i（ - 2008年） xDrive48i（2008年 - 2010年）      | N62B48A                                             | 4,799                                               | V型8気筒DOHC                                        | 355/6,500                                           | 48.5/3,400-3,800                                    | 6速AT                                               | 四輪駆動                                            |
| xDrive50i（2010年 - 2013年）                        | N63B44A                                             | 4,394                                               | V型8気筒DOHCツインターボ                            | 407/5,500                                           | 61.2/1,750-4,500                                    | 8速AT                                               | 四輪駆動                                            |
| X5 M（2009年 - 2013年）                             | S63B44A                                             | 4,394                                               | V型8気筒DOHCツインターボ                            | 555/6,000                                           | 69.3/1,500-5,650                                    | 6速AT                                               | 四輪駆動                                            |

- 3.0si（日本仕様）
- 3.0si（日本仕様）

## 3代目（2013年 - 2019年）F15
| グレード                          | トランスミッション | ドア数 | ステアリング・ホイール・ポジション | 車両本体価格 |
| --------------------------------- | ------------------ | ------ | ---------------------------------- | ------------ |
| X5 xDrive35d SE                   | 8速AT              | 5ドア  | 右                                 | ¥9,200,000   |
| X5 xDrive35d                      | 8速AT              | 5ドア  | 右                                 | ¥9,430,000   |
| X5 xDrive35d xLine                | 8速スポーツAT      | 5ドア  | 右                                 | ¥9,920,000   |
| X5 xDrive35d M Sport              | 8速スポーツAT      | 5ドア  | 右                                 | ¥10,070,000  |
| X5 xDrive35i                      | 8速AT              | 5ドア  | 右                                 | ¥9,190,000   |
| X5 xDrive35i xLine                | 8速AT              | 5ドア  | 右                                 | ¥9,680,000   |
| X5 xDrive35i M Sport              | 8速スポーツAT      | 5ドア  | 右                                 | ¥9,830,000   |
| X5 xDrive40e iPerformance         | 8速AT              | 5ドア  | 右                                 | ¥9,920,000   |
| X5 xDrive40e iPerformance xLine   | 8速AT              | 5ドア  | 右                                 | ¥10,580,000  |
| X5 xDrive40e iPerformance M Sport | 8速AT              | 5ドア  | 右                                 | ¥10,570,000  |
| X5 xDrive50i                      | 8速AT              | 5ドア  | 右                                 | ¥12,190,000  |
| X5 xDrive50i xLine                | 8速スポーツAT      | 5ドア  | 右                                 | ¥13,140,000  |
| X5 xDrive50i M Sport              | 8速スポーツAT      | 5ドア  | 右                                 | ¥13,410,000  |

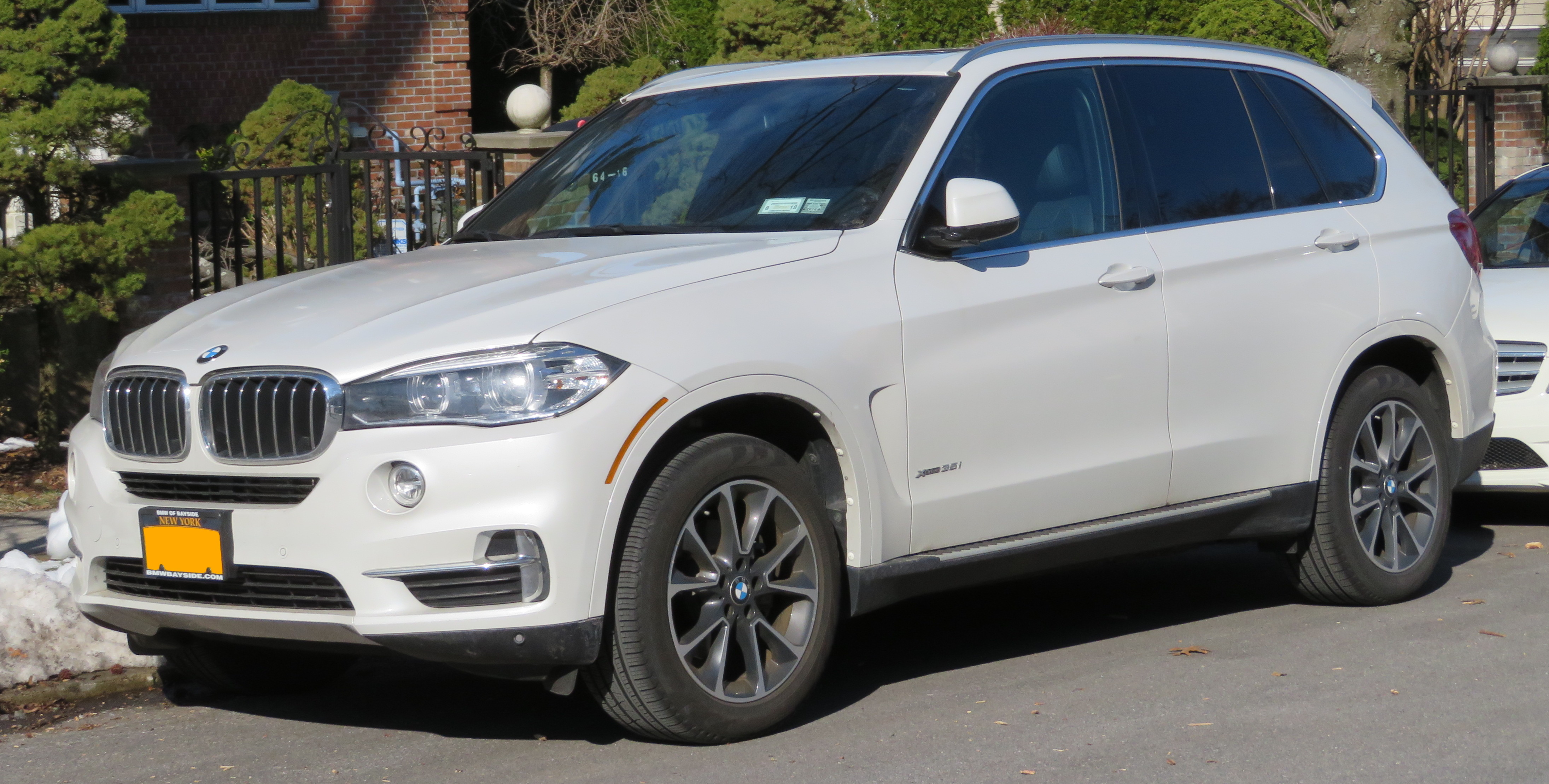
3代目X5

2013年5月、欧州で発表され、日本では同年11月より「xDrive35d」と「xDrive35i」と「xDrive50i 」の発売が開始される。

## 4代目（2019年 - ）G05

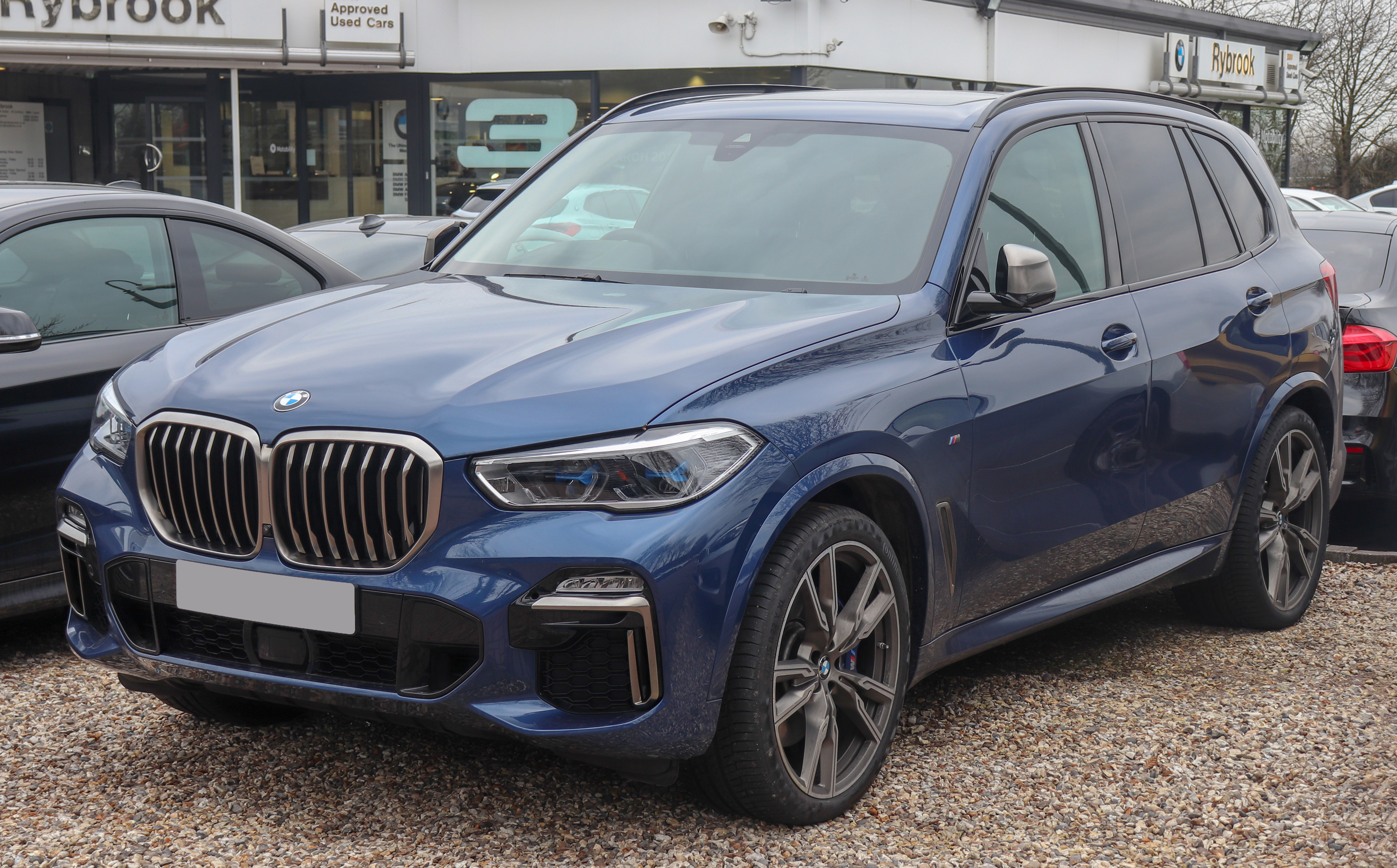
4代目X5 M50d

2018年に4代目が発表され、2019年から発売開始された。

### ガソリンエンジンモデル
| グレード      | 製造年   | エンジン                                             | 最高出力                            | 最大トルク                              | 0-100 km/h (0-62 mph) |
| ------------- | -------- | ---------------------------------------------------- | ----------------------------------- | --------------------------------------- | --------------------- |
| xDrive40i     | 2018年 – | B58B30M1 3.0 L 直列6気筒ターボ                       | 250 kW (340 PS) （5,500 rpm）       | 450 N⋅m (332 lb⋅ft) （1,500–5,200 rpm） | 5.5秒                 |
| xDrive50i     | 2018年 – | N63B44M3 4.4 L V型8気筒ツインターボ                  | 340 kW (462 PS) （5,250 rpm）       | 650 N⋅m (479 lb⋅ft) （1,500–4,750 rpm） | 4.7秒                 |
| M50i          | 2019年 – | N63B44T3 4.4 L V型8気筒ツインターボ                  | 390 kW (530 PS) （5,500–6,000 rpm） | 750 N⋅m (553 lb⋅ft) （1,800–4,600 rpm） | 4.3秒                 |
| xDrive45e     | 2019年 – | B58B30M1 3.0 L 直列6気筒ターボ＋シンクロナスモーター | 290 kW (394 PS) （5,500 rpm）       | 600 N⋅m (443 lb⋅ft) （1,500–5,200 rpm） | 5.6秒                 |
| M             | 2020年 – | S63 4.4 L V型8気筒ツインターボ                       | 441 kW (600 PS) （6,000 rpm）       | 750 N⋅m (553 lb⋅ft) （1,800–5,860 rpm） | 3.8秒                 |
| M Competition | 2020年 – | S63 4.4 L V型8気筒ツインターボ                       | 460 kW (625 PS) （6,000 rpm）       | 750 N⋅m (553 lb⋅ft) （1,800–5,860 rpm） | 3.7秒                 |

### ディーゼルエンジンモデル
2021年、ディーゼルエンジンモデルのxDrive 35dがモーターを組み合わせた48V マイルドハイブリッド仕様となった。

2022年、ディーゼルエンジンを高出力および高トルク化しモーターを組み合わせた48V マイルドハイブリッド仕様のxDrive 40dが追加された。
| グレード  | 製造年   | エンジン                                    | 最高出力                      | 最大トルク                              | 0-100 km/h（0-62 mph） |
| --------- | -------- | ------------------------------------------- | ----------------------------- | --------------------------------------- | ---------------------- |
| xDrive30d | 2018年 – | B57D30 3.0 L 直列6気筒ターボ                | 195 kW (265 PS) （4,000 rpm） | 620 N⋅m (457 lb⋅ft) （2,000–2,500 rpm） | 6.5秒                  |
| xDrive35d | 2018年 – | B57D30A 3.0 L 直列6気筒ターボ               | 195 kW (265 PS) （4,000 rpm） | 620 N⋅m (457 lb⋅ft) （2,000–2,500 rpm） | 6.5秒                  |
| M50d      | 2018年 – | B57D30C 3.0 L 直列6気筒クアッドターボ       | 294 kW (400 PS) （4,400 rpm） | 760 N⋅m (561 lb⋅ft) （2,000–3,000 rpm） | 5.2秒                  |
| xDrive35d | 2021年 – | B57D30B 3.0 L 直列6気筒ターボ+モーター(48V) | 210 kW (286 PS) （4,000 rpm） | 650 N⋅m (479 lb⋅ft) （1,500–2,500 rpm） | No Data                |
| xDrive40d | 2022年 – | B57D30B 3.0 L 直列6気筒ターボ+モーター(48V) | 250 kW (340 PS) （4,400 rpm） | 700 N⋅m (516 lb⋅ft) （1,750–2,250 rpm） | 5.5秒                  |